# Nina & Mike
Nina & Mike waren ein Schlager-Duo bestehend aus Michaela Schähfer geb. Hennemann (* 19. Juni 1945 in Halle (Saale); † 7. April 2005 in Wilhelmshaven) und Lothar Schähfer (* 14. Januar 1944 in Mannheim; † 16. Juli 2015 ebenda), das vor allem in der ersten Hälfte der 1970er Jahre erfolgreich war. Zu Anfang ihrer Karriere firmierten sie als „Joe & Jenny“ und als „Michaela & Lothar“. Zwischen 1973 und 1975 konnten sie sich fünfmal in der deutschen Hitparade platzieren und erreichten dabei mit Fahrende Musikanten und der deutschen Version von Paloma Blanca zweimal die ersten Zehn. In jener Zeit wurden sie von Jack White produziert.

## Leben
1963 lernten sich Nina und Mike kennen. Mike war damals Gitarrist bei einer Band und Nina kam als Sängerin dazu. Kurze Zeit später heirateten sie und bekamen dann zwei Söhne, Ralph und Frank. 1966 begannen sie als Duo eine Gesangskarriere. Sie veröffentlichten als „Joe & Jenny“ ihre erste Single Alle jungen Leute.
1969 brachten sie unter dem Namen „Michaela & Lothar“ zwei weitere Singles heraus (Sha-la-la-la-la und Himmelblaue Sommerliebe). Dann wurden sie in der ZDF-Sendung „Showchance“ entdeckt (Titel: Blowin’ in the Wind). Sie erhielten einen Plattenvertrag vom Musikproduzenten Jack White und 1970 erschien mit Lola, einer deutschen Coverversion des gleichnamigen Hits der Kinks, die erste Single unter dem Duo-Namen Nina & Mike. Der Titel konnte sich in den Hitparaden jedoch nicht platzieren. Größere Aufmerksamkeit erfuhr das Duo 1972 mit ihrer deutschen Coverversion des Hits In the Year 2525 von Zager and Evans. Anders als das Vorbild behandelte ihr Lied Was wird sein in sieben Jahren aber nicht die Zukunft der Menschheit in den nächsten Jahrtausenden, sondern die nächsten 100 Jahre einer Liebe zwischen Mann und Frau. 1973 erreichte der Titel Rund um die Welt geht das Lied der Liebe die Top 20 der deutschen Verkaufshitparade. Im selben Jahr erzielten sie mit Fahrende Musikanten ihren größten kommerziellen Erfolg; er hielt sich 25 Wochen in den Charts und erreichte Platz 5. Durch zahlreiche Konzerte und Fernsehauftritte (darunter über 30 Auftritte in der ZDF-Hitparade) waren sie medial präsent. Für ihr Schaffen wurden Nina & Mike 1974 mit der „Goldenen Europa“ des Saarländischen Rundfunks ausgezeichnet. Mit dem Titel Paloma Blanca, der deutschen Aufnahme des gleichnamigen Hits der George Baker Selection, erzielten sie ihren zweiten Top-Ten-Hit. 
Nina & Mike waren nach Cindy & Bert das erfolgreichste Schlager-Gesangsduo der 1970er Jahre.
1976 nahmen Nina & Mike an der deutschen Vorentscheidung zum Eurovision Song Contest teil und belegten mit dem Titel Komm geh’ mit mir den vierten Platz. Im gleichen Jahr ließen sich Nina und Mike scheiden, arbeiteten allerdings weiterhin in der Musikbranche zusammen. Nach der Beendigung ihrer Zusammenarbeit mit Jack White nahm sich Peter Orloff des Duos an.
1979 erwarb das Paar eine Diskothek in Ludwigshafen am Rhein, die es bis 1991 betrieb. In diesem Discoclub „Boa!“ traten zahlreiche ihrer Gesangskollegen wie Wolfgang Petry, Jürgen Drews, Christian Anders oder Jürgen Marcus auf.
Ab 1993 wurden Nina & Mike von Peter Dörr produziert. 1999 wechselten sie zurück zu Peter Orloff, der mit ihnen eine deutsche Coverversion des ABBA-Hits I Have a Dream, Ich leb’ im Traum, und den Wanda-Jackson-Hit Santo Domingo neu produzierte.
Ab 2003 waren Nina & Mike kurzzeitig bei VanDango Media unter Vertrag. Im Jahr 2005 wollten sie ihr 35-jähriges Bühnenjubiläum feiern, doch starb Nina überraschend am 7. April 2005 mit 59 Jahren in einer Klinik in Wilhelmshaven an Lungenkrebs. Nach ihrem Tod litt Mike an Depressionen und Alkoholproblemen. 2013 erlitt er einen schweren Schlaganfall, bei dem er eine halbseitige Lähmung zurückbehielt. Zehn Jahre nach Nina starb Mike 2015 mit 71 Jahren. Er wurde neben ihr auf dem Friedhof des Mannheimer Stadtbezirks Käfertal beigesetzt.
In ihrer Laufbahn haben Nina & Mike über 10 Alben und mehr als 60 Singles aufgenommen.

## Diskografie
Alben
- 1974: Rund um die Welt mit Nina & Mike
- 1975: Paloma Blanca
- 1976: Die großen Erfolge
- 1976: El Paradiso
- 1982: Unser Lied
- 1989: Amore Mio
- 1990: Lieder der Liebe
- 1991: Sonne, Meer und 1000 Palmen
- 1993: Fahrende Musikanten
- 1995: Nimm Dir Zeit für die Liebe
- 1995: 25 Jahre Nina & Mike – Unsere größten Erfolge
- 2000: Bis wir uns wiedersehen
- 2000: So ist das Leben
- 2000: 30 Jahre Nina & Mike
- 2003: Weihnachten mit Nina & Mike
- 2005: Ihre großen Erfolge

Singles
- 1966: Alle jungen Leute
- 1969: Sha-la-la-la-la
- 1969: Himmelblaue Sommerliebe
- 1970: Lola
- 1970: Du bist eine Show
- 1971: Was wird sein in sieben Jahren
- 1972: Ketten, Mauern und Stacheldraht
- 1972: Ich und du und ein Hund dazu
- 1973: Sweet America
- 1973: Rund um die Welt geht das Lied der Liebe
- 1973: Fahrende Musikanten
- 1974: Schenk mir ein Leben mit dir
- 1974: Kinder der Sonne
- 1975: Ein Haus, in dem die Liebe wohnt
- 1975: Paloma Blanca
- 1975: Das Lied der Liebe
- 1976: Komm geh mit mir
- 1976: El Paradiso
- 1977: Die glorreichen Zwei
- 1977: Ein Vagabund liebt seine Welt
- 1977: Wir tanzen alle Big Bamboo
- 1978: Ein paar Dollar mehr
- 1978: Sommer auf Trinidad
- 1979: Rückflug-Ticket auf den Mond
- 1979: Ich käm’ am liebsten zu Dir durchs Telefon
- 1980: Aloha-Oe, bis wir uns wiedersehen
- 1980: Caribian Disco show
- 1981: Unser Lied
- 1982: Schau mal herein
- 1983: No me hables
- 1986: In den Sommer flieh'n
- 1987: Amore Mio
- 1988: Mit dem Südwind um die Welt
- 1988: San Angelo
- 1989: Heute nacht und für immer
- 1989: Der Stern von Montego
- 1990: Fernando’s Bodega
- 1991: Der Wein von Samos
- 1993: Herzblatt – Gesucht von Steinbock
- 1994: Sag doch take it easy zum Leben
- 1995: Komm, steig mal aus
- 1996: Pferdeschwanz und Petticoat
- 1996: Mi Amor
- 1998: Das ist Klein-Italien
- 1999: Heut steigt bei uns ne Riesenparty
- 2000: Ich leb’ im Traum
- 2000: Probier’s doch mal mit Musik
- 2001: Denn man sieht vor lauter Bäumen...
- 2002: Weil wir beide uns gut verstehen
- 2002: Santo Domingo
- 2003: Reggae Nights
- 2003: Sommer, Sonne und Trinidad
- 2004: Komm sei stark
- 2004: Er wollte wie Picasso sein
- 2005: Nina, danke für alles (Mike solo)